# La Chorale (court métrage)
Cet article concerne le court métrage hongrois. Pour le film japonais, voir La Chorale (film). Pour la nouvelle de Tchekhov, voir La Chorale.
Pour plus de détails, voir Fiche technique et Distribution.
La Chorale (Mindenki) est un court métrage hongrois réalisé par Kristóf Deák et Anna Udvardy, sorti en 2016. Il est récompensé en 2017 par l'Oscar du meilleur court métrage en prises de vues réelles.

## Fiche technique
- Titre : La Chorale
- Titre original : Mindenki
- Titre anglais : Sing)
- Réalisation : Kristóf Deák et Anna Udvardy
- Scénario : Kristóf Deák, Bex Harvey, Christian Azzola
- Musique : Adam Balazs
- Photographie : Róbert Maly
- Montage : Mano Csillag
- Décors : Judit Wunder
- Costumes : Sosa Juristovszky
- Pays d'origine :  Hongrie
- Langue originale :
- Format : couleur
- Genre : Court métrage de fiction
- Durée : 26 minutes
- Dates de sortie :
  - Hongrie : 26 février 2016 (Diffusion TV)
  - France : 12 mars 2016 (Festival de Lille)

## Distribution
- Zsófia Szamosi : Miss Erika
- Dorka Hais : Liza
- Dorka Gáspárfalvi : Zsófi

## Distinctions
- Oscars du cinéma 2017 : Oscar du meilleur court métrage en prises de vues réelles
- Chicago International Children's Film Festival 2016 : meilleur film
- European Film Festival of Lille 2016 : prix du public
- Friss HÃºs International Shortfilm Festival 2016 : meilleur court métrage
- Lanzarote International Film Festival 2016 : meilleur film international
- Olympia International Film Festival for Children and Young People 2016 : film court de fiction
- Sapporo International Short Film Festival and Market 2016 : meilleur film, meilleure actrice
- Short Shorts Film Festival & Asia 2016 : prix du public, meilleur film court, grand prix
- TIFF Kids International Film Festival 2016 : meilleur court métrage